# Legió IV Flavia Felix

Mapa de l'imperi romà l'any 125 dC, sota l'emperador Hadrià, que mostra la Legio IV Flavia Felix, estacionada al riu Danubi a Singidunum (Belgrad, Sèrbia), a la província de Moesia Superior, des de l'any 82 dC fins al segle V.

La Legió IV Flavia Felix (quarta legió «Flavia afortunada») va ser una legió romana que va reclutar l'emperador Vespasià per substituir la Legió IV Macedonica que havia dissolt l'any 70 per la seva conducta poc honorable a la revolta dels bataus.
A la revolta dels bataus la IV Macedonica va lluitar amb Vespasià, però l'emperador no se'n fiava, segurament perquè abans havia recolzat Vitel·li. La va dissoldre i va crear la IV Flavia Felix, posant-li el nom de Flàvia, la seva dinastia. La va estacionar a Burnum (actual Kistanje), a Dalmàcia. La constitució de la nova legió va ser supervisada per Gneu Juli Agrícola, i com que el símbol de la legió era un lleó, és possible que es constituís cap al juliol de l'any 70.
Va rebre el cognomen de Felix en els seus primers anys d'existència, probablement per les seves victòries sobre els dacis. Després de la invasió dels dacis l'any 86, l'emperador Domicià va traslladar la legió a la Mèsia Superior, a Singidúnum, l'actual Belgrad, des d'on havia de defensar els limites del Danubi. L'any 89 la legió va participar en la invasió de Dàcia iniciada per Domicià i dirigida pel general Teti Julià que va derrotar Decèbal, i més tard a les Guerres dàcies (101-102, 105-106) que va dur a terme l'emperador Trajà. Va tenir el seu campament a la ciutat de Sarmizegetusa Regia, on van començar a desmuntar les seves defenses. Hadrià va traslladar la legió de nou a Singidúnum.
Marc Aureli va realitzar diverses incursions contra els germànics a l'altra banda del Rin, i la IV Flavia Felix va participar en aquestes campanyes, ja que l'emperador tenia la intenció de crear una nova província sota control del governador Aulus Juli Pompili Pisó, comandant de la Legió I Italica i de la IV Flavia Felix.
Durant les Guerres Marcomanes (166-180) la legió era defensant el Danubi contra el pas de les tribus germàniques. Després de la mort de Pèrtinax, la legió va recolzar Septimi Sever, governador de la Pannònia Superior en front dels usurpadors Pescenni Níger i Clodi Albí.
És possible que la legió hagués participat en alguna de les guerres contra els sassànides, però va ser a la Mèsia Superior fins al segle v, segons diu la Notitia Dignitatum.